# Śródleśne łąki w Starych Maczkach
Śródleśne łąki w Starych Maczkach – użytek ekologiczny o powierzchni 31 ha, znajdujący się w zlewni Białej Przemszy, położony we wschodniej części Sosnowca, w dzielnicy Maczki. Objęte ochroną w 2002 roku na podstawie rozporządzenia 25/2002 wojewody śląskiego z 10.06.2002 (Dz. Urz. Woj. Śl. nr 42/02 poz. 1457). Jest to siedlisko półnaturalne. Ich utrzymanie jest wynikiem prowadzenia ekstensywnej gospodarki. Łąki w Starych Maczkach ulegały degradacji w wyniku zaniku tradycyjnej gospodarki kośnej oraz wypasu zwierząt.

## Flora
Śródleśne łąki trzęślicowe są urozmaicone siedliskowo i gatunkowo. Głównym gatunkiem budującym łąkę jest trzęślica modra. Nieuregulowane koryto rzeki oraz nieznacznie zdegradowany, otaczający je las sprawiły, że można spotkać na tym obszarze rośliny objęte ochroną gatunkową: kruszczyk rdzawoczerwony i błotny, buławnik czerwony, listera jajowata oraz wawrzynek wilczełyko, kalina koralowa i kruszyna pospolita.

## Fauna
W obszarze tym stwierdzono występowanie bobra. W starorzeczach rozkwita życie płazów, szczególnie w marcu i kwietniu, podczas okres godowego można zaobserwować m.in. obficie występujące ropuchy szare. Swoje gniazda zakłada myszołów, wilga i dzierzba gąsiorek.